# Peter Pálffy
 Peter Pálffy (10. září 1899, Harmannsdorf – 27. října 1987, Vídeň) byl rakouský umělec, malíř a grafik pocházející z rodu Pálffyů.

## Život
Hrabě Peter Pálffy se narodil na zámku Seebarn u Korneuburgu, který patřil jeho dědovi Johannu Nepomukovi Wilczekovi. Jeho rodiči byli Joseph Pálffy a Lucia Pálffy.
Mládí prožil na Slovensku v obci Smolenice a zde absolvoval soukromou výuku. V roce 1913 chodil na gymnázium v Bratislavě. V roce 1916 studoval na Tereziánské vojenské akademii ve Vídeňském Novém Městě. V roce 1917 složil jako vojenský akademik maturitu na Ludovica Akademie v Budapešti.
V létě 1918 nastoupi vojenskou službu u 5. pluku husarů v Komárně a účastnil se posledních bojů Rakousko-Uherské monarchie. Po rozpadu monarchie odešel do Smolenic a na přání otce se začal vzdělávat ve správě zemědělského majetku na panském dvoře poblíž Galantu v Uhrách. Po smrti otce 1920 se rozhodl pro uměleckou dráhu.

### Umělecký vývoj
V roce 1921 odešl Pálffy do Mnichova na Akademii výtvarných umění v Mnichově a zde se věnoval olejomalbě. V roce 1922 odešel do Berlína na vysokou školu (Hochschule der bildenden Künste) a zde byl do roku 1923. V roce 1924 odešel do Itálie a koncem roku 1924 přesídlil do Paříže. Zde žil až do roku 1933 a potkal se zde s Francis Picabiou, se kterým se přátelil. V roce 1928 měl první výstavu v Galerie Myrbor.
Mezi lety 1933–1945 žil z rodinných důvodů na Slovensku a zde pracoval na hradě Červený Kameň. V dílech, která vytvořil na zámcích rodiny, se držel expresionismu. Byl v úzkém kontaktu s maďarskou a slovenskou avantgardou. Přes přátelství a dopisování s umělci jako např. s Josefem Dobrowskym, Georgem Merkelem udržoval kontakt s Rakouskem. Stal se členem a viceprezidentem Bratislavského uměleckého spolku (Preßburger Kunstvereins) a nové společnosti tvořících umělců v Budapešti. Po roce 1945 musel s rodinou opustit Slovensko a odešel do Rakouska. Na Slovensku musel zanechat mnohá umělecká díla, která jsou dnes v muzeu na zámku Červený Kameň.
Od roku 1945 do roku 1962 bydlel Kitzbühelu a pracoval zde na dílech s abstraktním malířstvím, litografií a Linorytem. Jako člen Art-Clubu vystavoval svá díla ve Vídni, Linci, Římě a Turíně. Byl také členem Der Kreis ve Vídni. V roce 1962 se oženil s Gerlinde Schuch a odešl do Vídně do ateliérového bytu. Peter Pálffy se věnoval svým abstraktním dílům a účastnil se různých výstav. V roce 1987 zemřel ve Vídni ve věku 88 let.

## Díla ve vlastnictví muzeí
- Slovenská národní galerie Bratislava
- Muzeum Červený Kameň
- Muzeum města Bratislavy
- Lentos Kunstmuseum, Linz
- Museum Moderner Kunst Stiftung Ludwig Wien – mumok
- Belvedere Museum Wien